# Église Saint-Pierre de Cuisery
La chapelle Saint-Pierre de Cuisery est une église située sur le territoire de la commune de Cuisery dans le département français de Saône-et-Loire et la région Bourgogne-Franche-Comté.

## Historique
Elle fait l'objet d'une inscription au titre des monuments historiques depuis le 6 février 1941.